# František Jaromír Rubeš

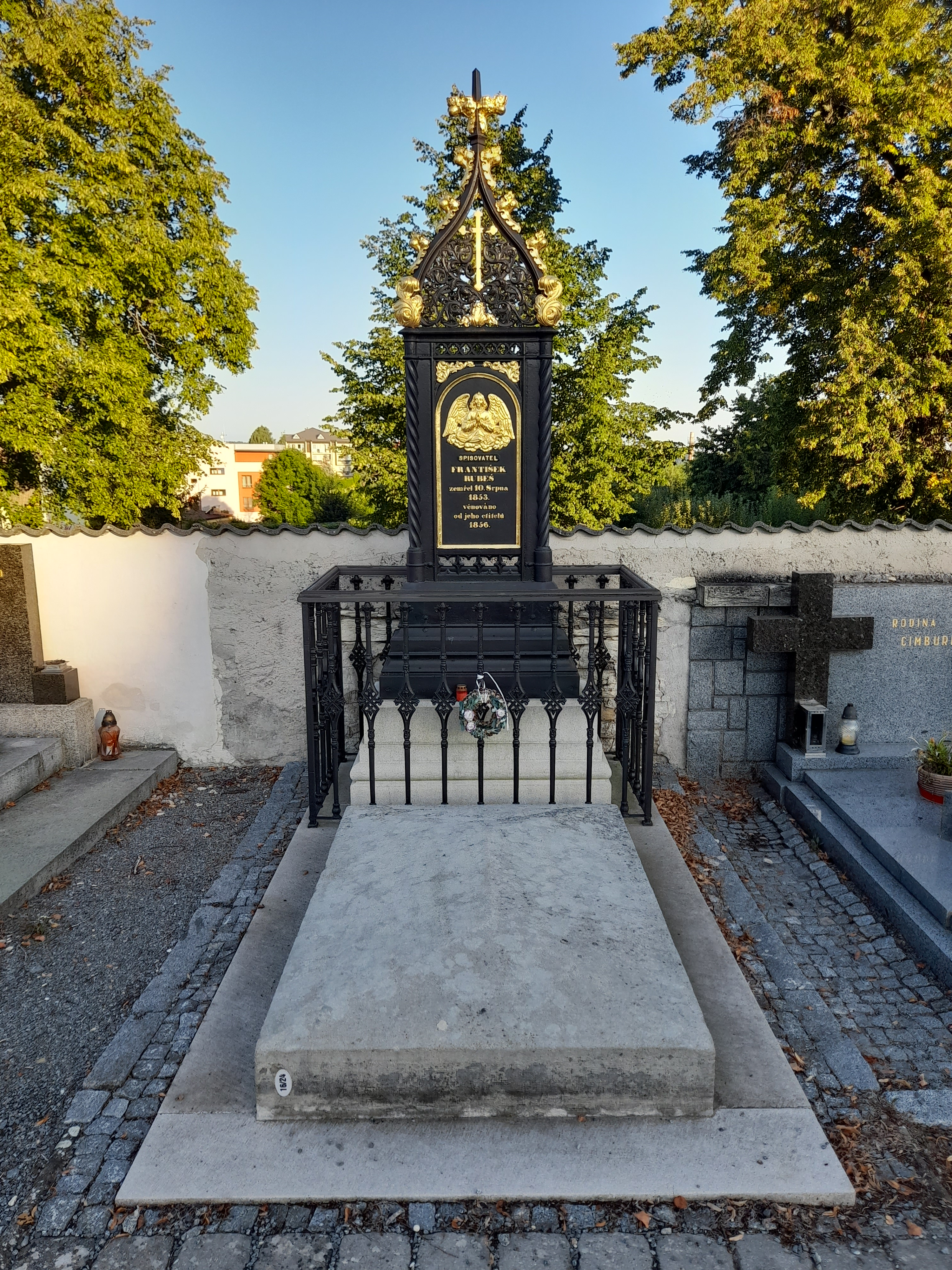
Celkový pohled na hrob ve Skutči

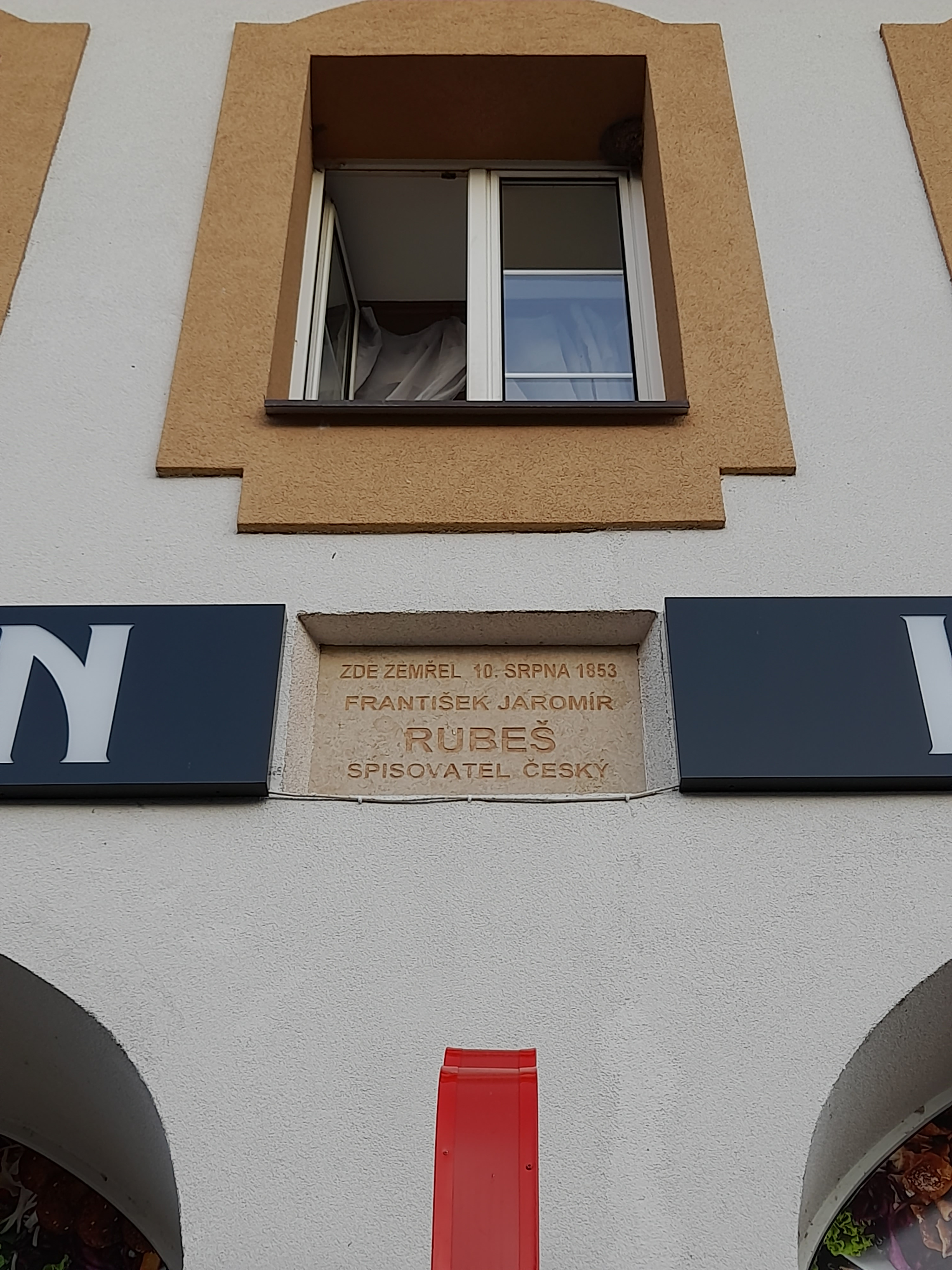
Skuteč- pamětní deska na domě ul. Palackého náměstí č.p.144, Skuteč

František Jaromír Rubeš (16. ledna 1814, Čížkov u Pelhřimova – 10. srpna 1853, Skuteč) byl právník, prozaik, básník, autor humoresek, deklamovánek a divadelních her, spoluzakladatel humoristického sborníku Paleček.

## Život
František Jaromír Rubeš pocházel se sedmi dětí sládka malého pivovaru v Čížkově. Dětství strávil v Cerhenicích, kam se rodina přestěhovala, když si otec v roce 1817 pronajal místní pivovar. Po otcově smrti se matka s dětmi v roce 1824 vrátila na rodnou usedlost v Kolíně. Uměla dobře hospodařit a během let se jí podařilo rozmnožit rodinný majetek. František vystudoval gymnázium v Německém, dnes Havlíčkově Brodě. Už v té době se v jeho povaze projevoval smysl pro humor, vymýšlel různé žerty a taškařice, měl také rád hudbu a zpěv.
Po maturitě odešel v roce 1832 do Prahy, kde začal studovat filozofii, a po dvou letech vstoupil do semináře. Příprava na kněžství mu však nevyhovovala, a tak v roce 1836 ze semináře odešel. Stal se vychovatelem v Bystřici u Benešova a po roce se vrátil do Prahy, kde byl zaměstnán jako domácí učitel v rodině malostranského sládka Boreckého. Při tomto povolání studoval v letech 1837–1840 práva. Už v té době byl literárně činný a jeho humoristické práce si získaly značnou popularitu. Jeho básně se recitovaly při různých společenských a vlasteneckých akcích - besedách a plesech, kterých se sám zúčastňoval. Po absolvování povinné soudní praxe působil dva roky jako aktuár při patrimoniálním úřadě u křížovníků v Karlíně.  V roce 1847 byl přidělen k soudu do Vlašimi a od listopadu téhož roku vykonával funkci městského syndika v Načeradci. Byl mu přidělen byt na radnici, v němž bydlel se svou matkou, která se mu starala o domácnost (v bouřlivém revolučním roce 1848 zde ukrýval J. V. Friče, stíhaného rakouskými policejními úřady). Zapojil se i do národního a společenského života, ve městě založil ochotnický a vzdělávací spolek. Přijížděli za ním přátelé (Karel Jaromír Erben, Karel Hynek Mácha, Václav Kliment Klicpera) a další známé osobnosti (J.K.Tyl, Karolína Světlá, Vítězslav Hálek). 
V roce 1850 se stal auskultantem zemského soudu v Kutné Hoře a koncem roku 1851 byl jmenován adjunktem ve Skutči. Pracovní vytížení i zdravotní potíže způsobily, že koncem čtyřicátých let jeho literární činnost polevila. V roce 1847 vyšel první svazek Rubešových souborných spisů pod názvem Povídky, obrazy ze života, národní pověsti a báchorky ale kompletní dílo bylo vydáno až po jeho smrti roku 1860. Skládalo se ze čtyř částí: Deklamovánky, Písně a jiného druhu básně, a ve dvou svazcích Povídky, pověsti, obrazy ze života.
Už od roku 1851 Rubeš trpěl zřejmě dědičnou plicní chorobou a jeho zdravotní stav se postupně zhoršoval. Zemřel ve Skutči 10. srpna 1853 ve věku devětatřiceti let a na tamním starém hřbitově je i pochován (hrob s litinovým náhrobkem, který v roce 1856 nechali zhotovit jeho ctitelé, je dobře udržován). 

## Tvorba
Svůj veřejný literární debut si odbyl v roce 1834 v Českých Květech, už během pobytu v semináři. Spolu s přáteli Hajnišem a Filípkem založili humoristický časopis Paleček, který se stal základem Rubešovy tvorby. Své básně a drobná prozaická díla, jako povídky, fejetony a črty zveřejňoval i v dalších časopisech (Vesna, Česká včela, Vlastimil). Začínal jako básník milostné lyriky (Konvalinky, Slzičky, Karafiáty), ale postupně se v jeho verších prosadil humoristický talent. Známé byly především jeho Deklamovánky, které lehkou formou s humorným nádechem popisovaly každodenní všední události domácí i veřejné. Mezi nejpopulárnější patřily Pivo a Dýmka. Od roku 1837 vycházely v malých souborných svazcích a měly velký podíl na Rubešově popularitě. V té době patřil k nejoblíbenějším českým básníkům. Některé jeho básně byly zhudebněny (žertovná milostná Sviť, měsíčku, jasně). 

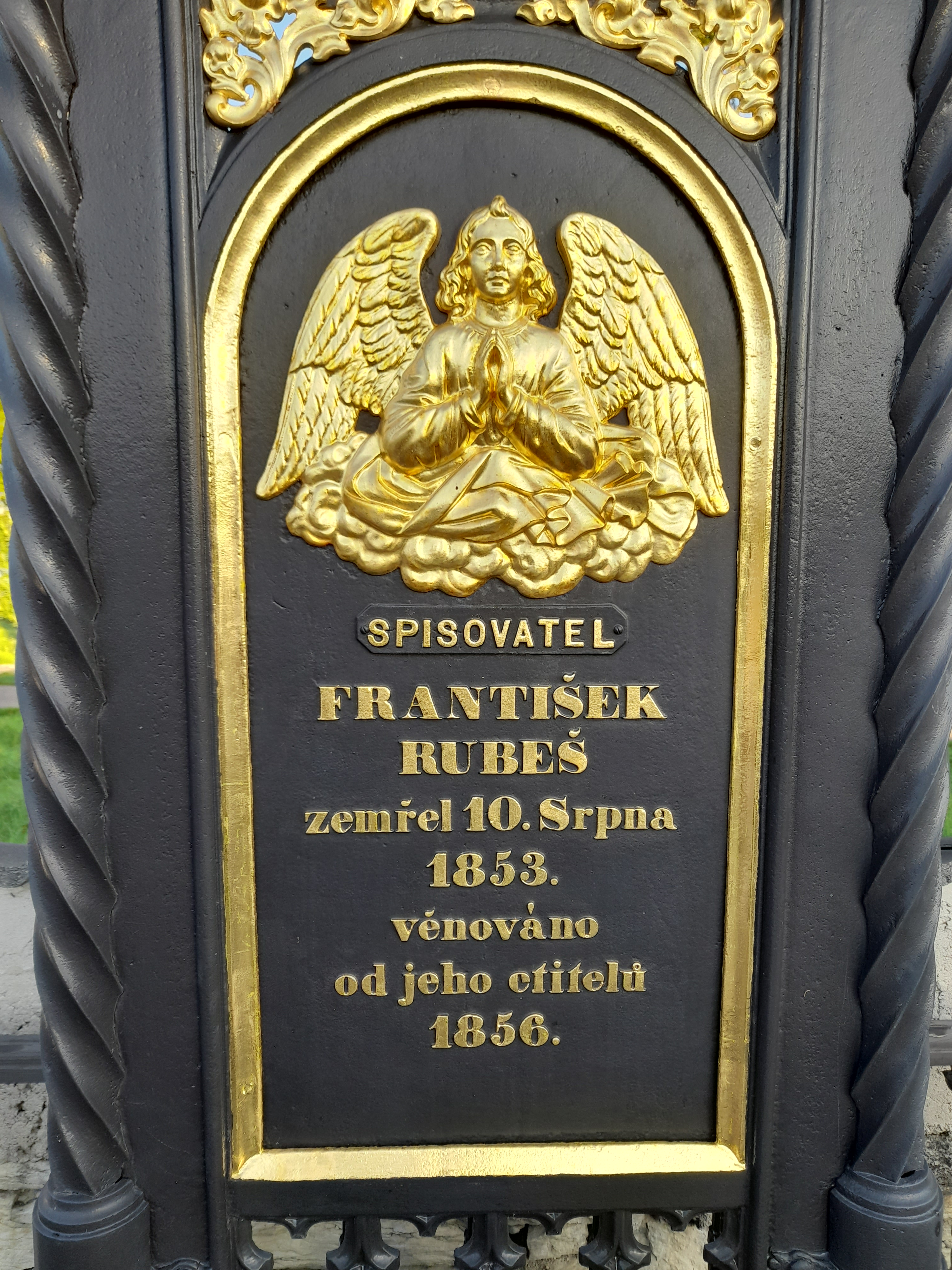
Detailní pohled na hrob ve Skutči

Jeho díla byla kritikou přijímána velmi dobře. Současníci jej nazývali českým Dickensem.  V humoristických povídkách se projevil jako vtipný pozorovatel maloměstského života. Jeho nejslavnější prozaické dílo Pan Amanuensis na venku, aneb putování za novelou, se od roku 1841 dočkalo zatím dvanácti vydání.

## Dílo
- Deklamovánky
- Deklamovánky a písně
- Dlouhá předmluva ku krátké povídce
- Dvě pověsti
- Harfenice
- Humoresky
- Humoristické novelky. Dostupné online.
- Novely a humoresky
- Ostří hoši – povídka vypráví veselé příhody party kamarádů, odehrává se většinou v hospodách na Vyšehradě. Pro rozhlas byla adaptována v roce 2013. Ve studiu Českého rozhlasu České Budějovice text načetl herec Martin Hruška. [12]
- Paleček, milownjk žertu a prawdy (1841–1847) – časopis
- Pan amanuensis na venku aneb putování za novelou
- Povídky, pověsti a obrazy ze života
- Stoletý kalendář
- Tři humoresky
- Veselá předmluva k smutné povídce o jistém nešťastném bačkoráři, z něhož si nepříznivý osud ke vší jeho bídě naposledy ještě blázna udělal, ale přece to zas trochu napravil
- Vrabec a kůň

## Památka
- Pamětní deska Františka Jaromíra Rubeše je umístěna ve Skutči, v domě, ve kterém žil a zemřel.[13]
- Pamětní deska je na rodném domě v Čížkově[14][15]
- Od roku 1929 je pamětní deska na radnici v Načeradci, kde Rubeš bydlel se svou matkou[8]
- Rubešova ulice je v Praze 2, Kolíně, Kralupech n. Vlt. a Plzni